# Aeródromo Lo Castillo
Aeródromo Lo Castillo är en flygplats i Chile.   Den ligger i provinsen Provincia de Santiago och regionen Región Metropolitana de Santiago, i den södra delen av landet, i huvudstaden Santiago de Chile. Aeródromo Lo Castillo ligger 677 meter över havet.
Terrängen runt Aeródromo Lo Castillo är kuperad åt nordost, men åt sydväst är den platt. Runt Aeródromo Lo Castillo är det mycket glesbefolkat, med 2 invånare per kvadratkilometer.. Närmaste större samhälle är Santiago de Chile, 9,7 km sydväst om Aeródromo Lo Castillo. 
Runt Aeródromo Lo Castillo är det i huvudsak tätbebyggt.